# Vila Facaia

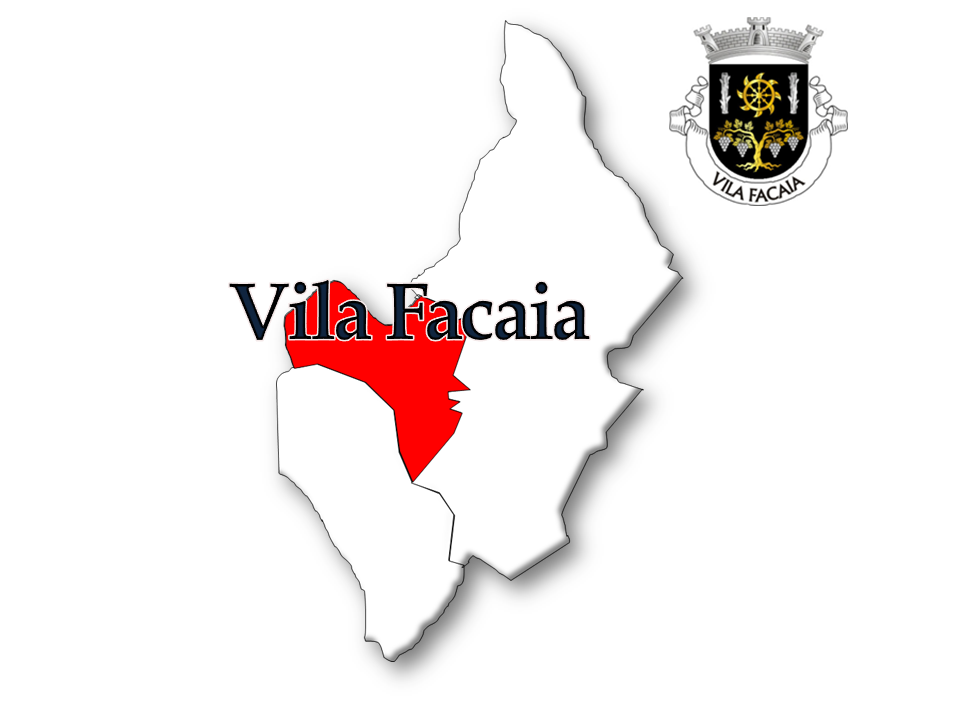
Localização da Freguesia de Vila Facaia no Município de Pedrógão Grande

Vila Facaia é uma povoação portuguesa sede da Freguesia de Vila Facaia do Município de Pedrógão Grande, freguesia com 17,32 km² de área e 536 habitantes (censo de 2021), tendo, por isso, uma densidade populacional de 30,9 hab./km².
A cerca de 4 km encontra-se a Aldeia do Xisto de Mosteiro e a Praia Fluvial do Mosteiro (Cacilha).

## Demografia
A população registada nos censos foi:
| Distribuição da População por Grupos Etários | Distribuição da População por Grupos Etários | Distribuição da População por Grupos Etários | Distribuição da População por Grupos Etários | Distribuição da População por Grupos Etários |
| -------------------------------------------- | -------------------------------------------- | -------------------------------------------- | -------------------------------------------- | -------------------------------------------- |
| Ano                                          | 0-14 Anos                                    | 15-24 Anos                                   | 25-64 Anos                                   | > 65 Anos                                    |
| 2001                                         | 76                                           | 78                                           | 322                                          | 226                                          |
| 2011                                         | 41                                           | 52                                           | 277                                          | 209                                          |
| 2021                                         | 50                                           | 36                                           | 247                                          | 203                                          |

## História
Segundo alguns historiadores, o povoamento desta zona ter-se-á dado nos primeiros tempos da fundação de Portugal.
Os nomes das povoações mais antigas, não vão além dos séculos XII e XIII, tais como: Pobrais, do arcaico "Pobra", designado o estabelecimentos de povoadores nessa época; e Rabigordo, que terá origem na alcunha de um dos povoadores medievais, de cuja herdade resultou o nome da povoação, inserindo-se ainda neste contexto Bolim e Sabrosa.
Na origem da designação Vila Facaia, o termo "Vila" representa o sentido arcaico da palavra, uma possessão agrário-territorial, já perto do fim do uso de tal significado, surgindo "Facaia", como o nome ou alcunha do seu primeiro proprietário.
O orago da vila, Santa Catarina, é indicativo de que o povoamento deste território é recente, pois a devoção a esta Santa, só se começa a notar entre nós nessa época. Apesar de tudo a Paróquia só vai aparecer mencionada no século XIV.

## Património
- Igreja Matriz de Santa Catarina
- Capela de Santo António
- Capela da Senhora da Piedade
- Confraria do Santíssimo Sacramento

## Localidades da freguesia
Localidades pertencentes à freguesia:
- Alagoa
- Aldeia das Freiras
- Barraca da Boavista
- Cacilha
- Campelos
- Casal da Horta
- Casal da Pevide
- Casal de Além
- Casal do Cume
- Gravito
- Lameira Cimeira
- Lameira Fundeira
- Moleiros
- Pé da Lomba
- Pinheiro do Bolim
- Pobrais
- Rabigordo
- Ramalho
- Salaborda-Nova
- Salaborda-Velha
- Senhora da Piedade
- Vale da Nogueira
- Várzeas
- Vila Facaia

## Festas e Romarias
- 24 de Julho: Comemoração do São João
- 2º Domingo de Julho: Festa de Santa Catarina
- 1º Domingo de Agosto: Festa do Pai do Céu  (já não se realiza)
- 1º Domingo de Setembro a seguir ao dia 8: Festa da Senhora da Piedade
- 25 Novembro: Feira da Santa Catarina

## Casa de Cultura e recreio de Vila Facaia
Fundada a 22 de dezembro de 1981, a Casa de Cultura e Recreio de Vila Facaia (CCR Vila Facaia), é uma associação sem fins lucrativos com o intuito de fomentar o associativismo bairrista junto da sua população e associados.
São inúmeras as vertentes que esta associação abrange, desde o futebol de salão, aos trabalhos manuais, aos convívios que promove ao longo do ano, os mais variados torneios (tiro aos pratos, paintball, torneios de sueca, chinquilho, torneios de futebol).